# Искусственное мясо

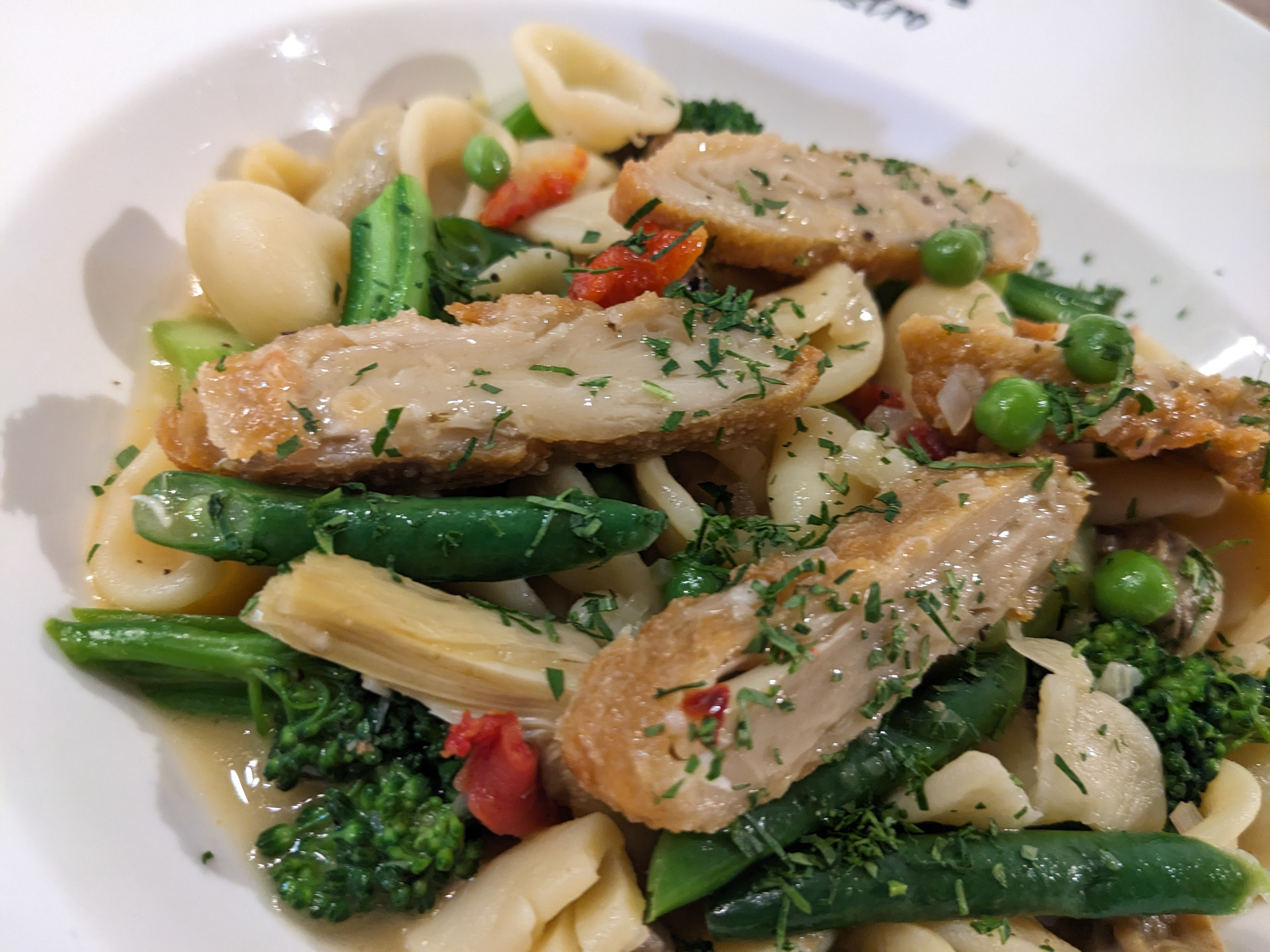
Салат с макаронами с искусственной курицей, 2023

Искусственное мясо, также известное как культивируемое мясо или мясо из пробирки, — мясо, выращиваемое в лабораторных условиях в виде культуры клеток, которое никогда не было частью живущего, полноценного животного. На первом этапе скорее всего будет производиться мясной фарш, а долгосрочной целью является выращивание полноценной культивированной мышечной ткани.
Потенциально мышечную ткань любого животного можно выращивать в пробирке.
В 2023 году шанхайская компания CellX запустила пилотный завод по производству искусственного мяса с биореактором объемом 2 тысячи литров.
Мясо из пробирки не следует путать с имитацией мяса, которая является вегетарианским или веганским продуктом, произведённым из растительного белка, чаще всего из соевого или пшеничного.

## Технология

Мясо — это мышцы животных. Процесс производства мяса в пробирке включает в себя получение стволовых клеток из мышц животных и применение белка, который позволяет клеткам вырастать в большие куски мяса. Получение исходных клеток от животных требуется только один раз, в дальнейшем они уже не нужны — сродни производству йогуртовых культур.
В общих чертах имеются два подхода для производства мяса в пробирке: либо путём формирования совокупности несвязанных мышечных клеток, либо путём формирования структурированных мышц. Второй подход является гораздо более сложным, чем первый. Мышцы состоят из мышечных волокон — длинных клеток с несколькими ядрами. Они не размножаются сами по себе, а возникают тогда, когда клетки-предшественники сливаются. Клетки-предшественники могут быть эмбриональными стволовыми клетками или клетками-спутниками — специализированными стволовыми клетками в мышечных тканях. Теоретически довольно просто поместить их культуру в биореактор и затем постоянно перемешивать. Однако, для роста реальных мышц клетки должны расти «по месту», что требует перфузии системы сродни кровоснабжению для доставки питательных веществ и кислорода близко к растущим клеткам, а также удаление отходов. Кроме того, нужно одновременно выращивать другие типы клеток, например, адипоциты, являющиеся химическими посыльными для предоставления растущим мышцам сведений об их структуре. Наконец, мышечную ткань необходимо физически растягивать или «упражнять», чтобы она правильно развивалась.
В 2001 году дерматолог Виет Вестерхоф из Амстердамского университета, врач Виллем ван Эйлен и бизнесмен Виллем ван Коотен объявили, что они подали всемирный патент на процесс производства мяса в пробирке. По их технологии биологическая матрица коллагена засевается мышечными клетками, которые затем заливаются питательным раствором, что вынуждает их размножаться. Ван Эйлен сказал, что он придумал идею производства мяса в пробирке давным-давно, когда попал в японский лагерь для военнопленных. Учёные из Амстердама изучают культуры биологических сред, в университете Утрехта исследуется размножение мышечных клеток, а в университете Эйндховена разрабатываются биореакторы. Американец Джон Вейн также получил патент (U.S. Patent 6,835,390) на производство мяса из выращенных мышечных тканей для потребления человеком, в котором мышцы и жировые клетки выращиваются на комплексной основе, что позволяет создавать такие продукты питания, как говядина, курятина и рыба.
Распространено заблуждение, что мясо из пробирки обязательно предполагает применение методов генетической инженерии. На самом деле, естественные клетки, участвующие в процессах выращивания мяса, разрастаются так же, как и генно-модифицированные.

## История

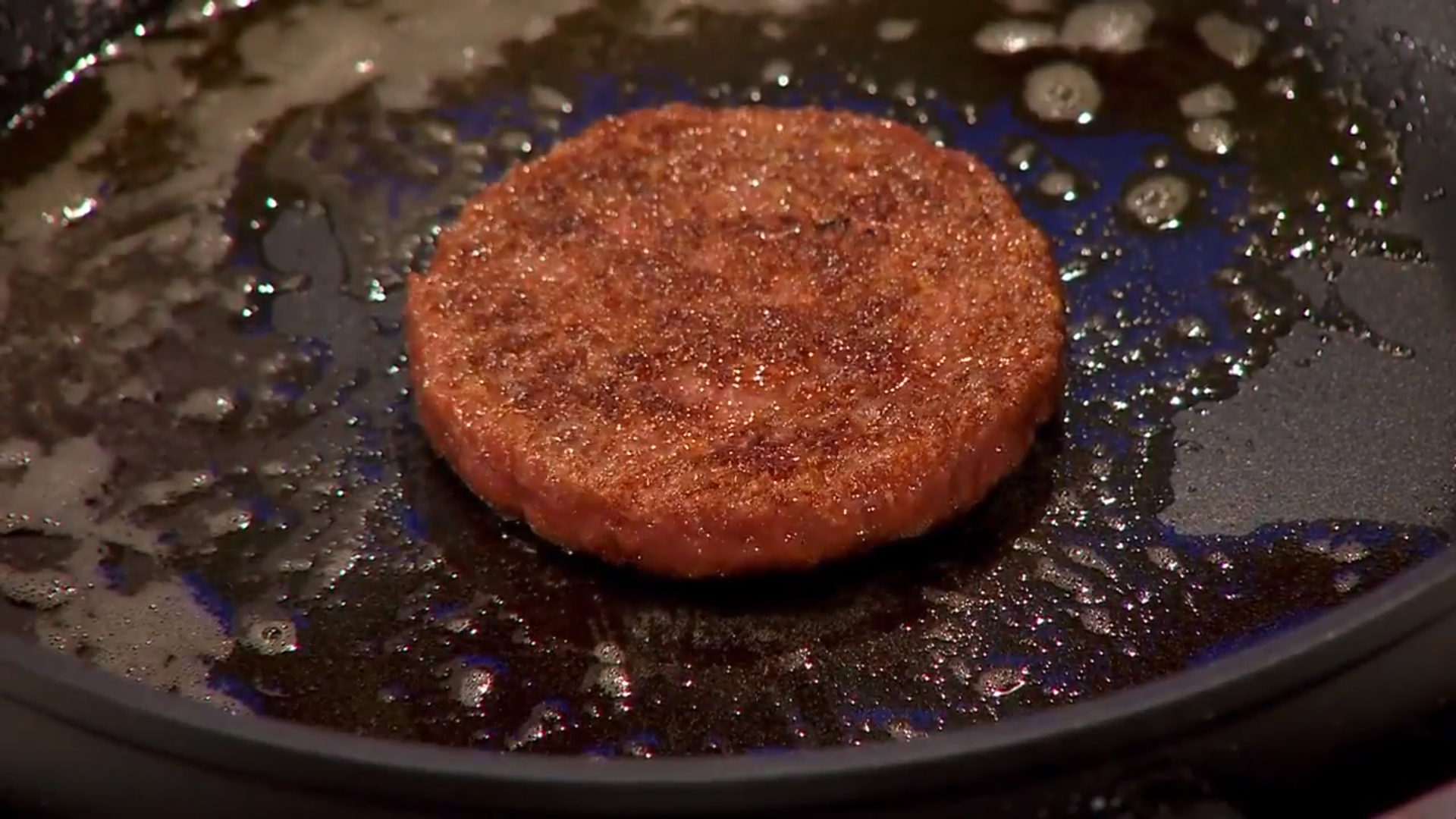
Первая искусственная котлета гамбургера, 2013

Современные исследования по получению мяса в пробирке возникли из экспериментов НАСА, пытающейся найти более совершенные способы долгосрочного питания для астронавтов в космосе. Метод был одобрен управлением по контролю качества продуктов и лекарств США (FDA) в 1995 году, и НАСА стало с 2001 года проводить эксперименты по производству мяса в пробирке из клеток индейки. Первые съедобные формы были изготовлены прикладным биологическим исследовательским консорциумом NSR/Туро в 2000 г.: выращенная из клеток золотой рыбки консистенция походила на рыбное филе.
Первый рецензируемый журнал, опубликовавший статью на тему выращивания мяса в лаборатории, появился в 2005 по тематике Создание биологических тканей. Конечно, основная концепция восходит к более раннему времени. Так, Уинстон Черчилль в 1930 году сказал: «Через пятьдесят лет мы не будем абсурдно выращивать целого цыпленка, чтобы есть только грудки или крылышки, а будем выращивать эти части отдельно в подходящей среде».
В 2008 году PETA объявила премию в $1 млн той компании, которая до 2012 года первой принесёт выращенное в лаборатории куриное мясо для потребителей. Голландское правительство направило 4 млн долл. США на эксперименты по выращиванию мяса в пробирке. Консорциум по производству мяса в пробирке — образовавшаяся международная группа исследователей, заинтересованных в этой технологии, провела в апреле 2008 года первую международную конференцию по производству мяса в пробирке совместно с Продовольственным научно-исследовательским институтом Норвегии для обсуждения коммерческих возможностей. Журнал Time объявил, что производство мяса в пробирке относится к числу 50 прорывных идей 2009 года. В ноябре 2009 года учёные из Нидерландов объявили, что они смогли вырастить мясо в лаборатории с использованием клеток живого поросёнка.
5 августа 2013 года в Лондоне был представлен первый гамбургер, содержащий 140 грамм культивированного мяса, которое было создано группой профессора Марка Поста из университета Маастрихта. Повар Ричард Макгоун приготовил гамбургер перед телекамерами. Эксперты, диетолог Ханни Рутцер и автор исследований о будущем продуктов питания Джош Шонвальд посчитали, что мясо слишком сухое и обезжиренное. На проект группы Поста сооснователь Google Сергей Брин пожертвовал 250 000 евро (331 200 долларов США).
В 2020 году в Сингапуре была официально одобрена продажи курятины, произведенной в лаборатории американской компанией «Eat Just».

## Отличие от обычного мяса

### Здоровье
Широкомасштабное производство мяса в пробирке может потребовать увеличения добавок искусственных гормонов в биологическую культуру. При обычном производстве мяса это не является необходимым. Пока также не разработана ни одна технология производства мяса в пробирке в крупных масштабах без использования антибиотиков для предотвращения бактериальных инфекций.
Поскольку мясо из пробирки пока отсутствует на рынке, риски для здоровья ещё не полностью исследованы. Этот вопрос является одним из главных направлений работы учёных, работающих над культивированным мясом. Целью является производство более здорового мяса, чем обычное, в первую очередь за счёт снижения содержания жира и за счёт регулирования содержания питательных веществ. Например, большая часть мяса, производимого традиционными методами, имеет высокое содержание насыщенных жиров (потому что животные получают большое количество гормонов и кукурузного зерна, чтобы их жир наращивался быстрее). Это может вызвать у человека повышение уровня холестерина и другие проблемы со здоровьем, например, болезни сердца и ожирение.
Исследователи предполагают, что омега-3-ненасыщенные жирные кислоты могут быть добавлены в культивируемое мясо для увеличения его питательной ценности. Подобным же образом для обычного мяса содержание омега-3-ненасыщенных жирных кислот также может быть увеличено путём изменения состава кормов для животных. Журнал Тайм предположил, что процесс получения мяса в пробирке может также уменьшить воздействие на мясо бактерий и болезней.

### Ненатуральность
Иногда культивированное мясо пренебрежительно называют «франкенмясом», что отражает отношение к нему как к чему-то неестественному, а следовательно, не вызывающему доверия.
Если культивированное мясо будет отличаться от натурального по внешнему виду, вкусу, запаху, текстуре или другим факторам, оно не сможет с ним коммерчески конкурировать. Отсутствие жира и костей может тоже быть недостатком, ибо эти составные части вносят ощутимый кулинарный вклад. Многие пищевые продукты, например, сурими используются для замены других компонентов (по причинам от моральных до стоимостных) независимо от их собственных свойств. Тем не менее, отсутствие косточек может сделать многие традиционные мясные блюда, например, «крылышки Буффало» более приемлемыми для маленьких детей или для людей, которые находят, что мяса в типичных «буффальских крылышках» слишком мало.

### Экология
Некоторые люди полагают, что для производства культивированного мяса может потребоваться меньше ресурсов, и будет выделено меньше парниковых газов и других отходов, чем при производстве обычной мясной продукции. Это условие включают владельцы патента на мясо из пробирки, а также журналист Брендан Корнер.
Маргарет Меллон из Союза обеспокоенных учёных, научно-обоснованной лоббистской группы [неизвестный термин], посвященной экологическим и социальным вопросам, имеет другую точку зрения, и считает, что для промышленного производства искусственного мяса потребуется гораздо больше энергии и ископаемых видов топлива, чем при традиционном производстве, сделав новый метод более разрушительным для экологии.
Существует исследование 2011 года, в котором установлено, что при условии выращивания мяса «в пробирке» на субстрате из цианобактерий, в сравнении с обычным мясом требуется приблизительно на 7—45 % меньше энергии, на 99 % меньше земли, на 82—96 % меньше воды и создаётся на 78—96 % меньше выбросов парниковых газов. Рассматривался гипотетический процесс, так как на момент исследования не существовало технологий промышленного производства мяса из пробирки.

### Экономическое сравнение
Культивированное мясо в настоящее время очень дорого: в 2008 году стоимость куска выращенной в пробирке говядины в 250 граммов оценивалась примерно в 1 миллион долларов США, но уже тогда предполагалось, что это вопрос совершенствования технологий и увеличения масштабов производства, так что цена должна со временем уменьшиться и достигнуть уровня производства курятины обычным способом. По подсчетам Vitro Meat Consortium, сделанным в 2009 году, лабораторное мясо может стоить 3 500 евро за тонну, что примерно в два раза выше стоимости несубсидируемого европейского производства обычного куриного мяса. Разработка «гамбургера без коровы», представленный общественности в 2013 году, обошлось в 250 тысяч фунтов стерлингов; однако в 2015 году руководитель этого проекта Марк Пост утверждал в интервью австралийской радиопрограмме АМ, что в течение ближайших десяти лет станет возможным выпускать точно такое же мясо по цене в 80 австралийских долларов за килограмм. Развитие технологий многократно снизило цену, и в 2017 году один бургер с искусственным мясом стоил $11. Таким образом, за четыре года цена сократилась почти в 30 000 раз.

### Этические соображения
С точки зрения защиты животных наиболее целесообразно и рационально производство мяса в пробирке, поскольку его производство исключает эксплуатацию и убийства животных.

## Потенциальное применение
Первоначальные исследования НАСА по производству мяса в пробирке предназначались для использования его в длительных космических полётах, где оно может быть стабильным источником питания наряду с овощами, выращенными с помощью гидропоники или аэропоники.
Оно может также быть полезным при выживании в экстремальных условиях, где продовольствия не хватает, например в Антарктиде. Искусственно выращенное мясо может стать альтернативой веганской диете по идеологическим соображениям, так как не предполагает физического ущерба или умертвления животных для его производства.

## Запрет на производство
16 ноября 2023 года Италия приняла закон о запрете производства, продажи, экспорта, импорта искусственного мяса, выращенного в лаборатории из клеток животных, став первой страной в Европейском союзе, принявшей данный запрет.

## Исследования

### Проблемы
Научное направление, занимающееся производством культивированного мяса, выросло из области биотехнологии, известной как тканевый инжиниринг. Технология развивается одновременно вместе с другими направлениями, используемыми в тканевом инжиниринге, такими как мышечная дистрофия и, более близким, выращиванием органов для трансплантации. Сейчас есть несколько препятствий, которые требуется преодолеть, чтобы получить шанс перейти к последующим шагам. На данный момент наиболее важными из них являются масштабы производства и себестоимость.
- Размножение мышечных клеток: хотя сейчас нет проблем с разделением стволовых клеток, но для производства мяса необходимо, чтобы они делились быстрыми темпами, производя цельное мясо[28]. Это требование имеет некоторые совпадения с медицинской отраслью тканевого инжиниринга.
- Культура биологической среды: пролиферирующие клетки необходимы как источник пищи для роста и развития. Среда должна представлять собой сбалансированную смесь ингредиентов и факторы роста. Учёные уже определили возможные питательные среды для клеток индейки[31], рыбы[32], овец[33] и свиней[34]. В зависимости от мотивов исследователей, рост среды может иметь дополнительные требования.
  - Коммерческая привлекательность: производство биологической среды для выращивания должно быть недорогим. Растительная среда должна быть дешевле сыворотки эмбриона телёнка[28].
  - Экология: производство биологической среды не должно оказывать негативное воздействие на окружающую среду. Это означает, что производство должно быть энергетически выгодным. Кроме того, компоненты должны создаваться за счёт полностью возобновляемых источников энергии. Минералы из шахтных источников в данном случае нежелательны, равно как и синтетические питательные вещества, созданные с использованием невозобновляемых источников энергии.
  - Благополучие животных: биологическая среда должна производиться без участия животных (за исключением получения первоначальных стволовых клеток)[28].
  - Безаллергенность: когда заводы по выращиванию биологической среды станут «более реалистичными» и дешёвыми, а также снизится вероятность инфекционных агентов, есть также вероятность того, что растительная питательная среда может вызвать аллергические реакции у некоторых потребителей[35].
- Биореакторы: питательные вещества и кислород должны доставляться близко к растущей клетке, в масштабе миллиметров. У животных эта работа выполняется кровеносными сосудами. Биореактор должен воспроизводить эту функцию самым эффективным образом. Традиционный подход заключается в создании губкообразной матрицы, выполняющей функцию перфузии, на которой клетки смогут расти.

### Инициативы
Вероятно, первые исследования мяса из пробирки были проведены Бенджаминсоном из Колледжа Touro. Его исследовательская группа смогла вырастить мышечную ткань золотой рыбки в лабораторных условиях с применением нескольких видов питательной среды.
В 2004 году группа исследователей создала некоммерческую организацию «New Harvest» с целью содействия научным исследованиям в области производства мяса в пробирке. Среди учредителей Джейсон Матени и Владимир Миронов. Согласно их веб-сайту, культивированное мясо в переработанном виде подобно колбасе, гамбургерам или куриным наггетсам может стать коммерчески доступным через несколько лет. Одними из первых предприятий, которые смогут использовать это мясо, будут рестораны быстрого питания. Поскольку они не обнародуют источники получения продовольствия, мясо из пробирки неизбежно должно появиться в этих ресторанах.
В апреле 2005 года проект по изучению культивированного мяса стартовал в Нидерландах, а в 2008 году появилось сообщение, что большинство исследований мяса в пробирке ведут именно голландские научные коллективы. Исследования проводятся под руководством Хенка Хаагсмена в университете Амстердама, техническом университете Эйндховена и Утрехтском университете в сотрудничестве с производителем колбас Стиджманом. Голландское правительство выделило 2 млн евро субсидий на этот проект.
21 апреля 2008 PETA объявила премию в $1 млн. (аналогично фонду X Prize) первой группе, которая успешно произведёт синтетическое мясо, сопоставимое по качеству и по коммерческой привлекательности с естественными мясными продуктами. PETA заявила, что сумма премии вычислена из стоимости кур, убиваемых за один час в Соединенных Штатах для производства продуктов питания. Предложение премии действует до середины 2012 года.
В настоящее время в США отсутствует государственное финансирование по проблеме разработки производства мясной продукции в пробирке в промышленных масштабах как от администрации Буша, так и от администрации экс-президента Обамы. Однако, запрос на грант был представлен в Национальный институт сельского хозяйства и продовольствия. Разработка промышленного производства потребует создание компании и не менее $ 5 млн венчурного капитала.

## Галерея

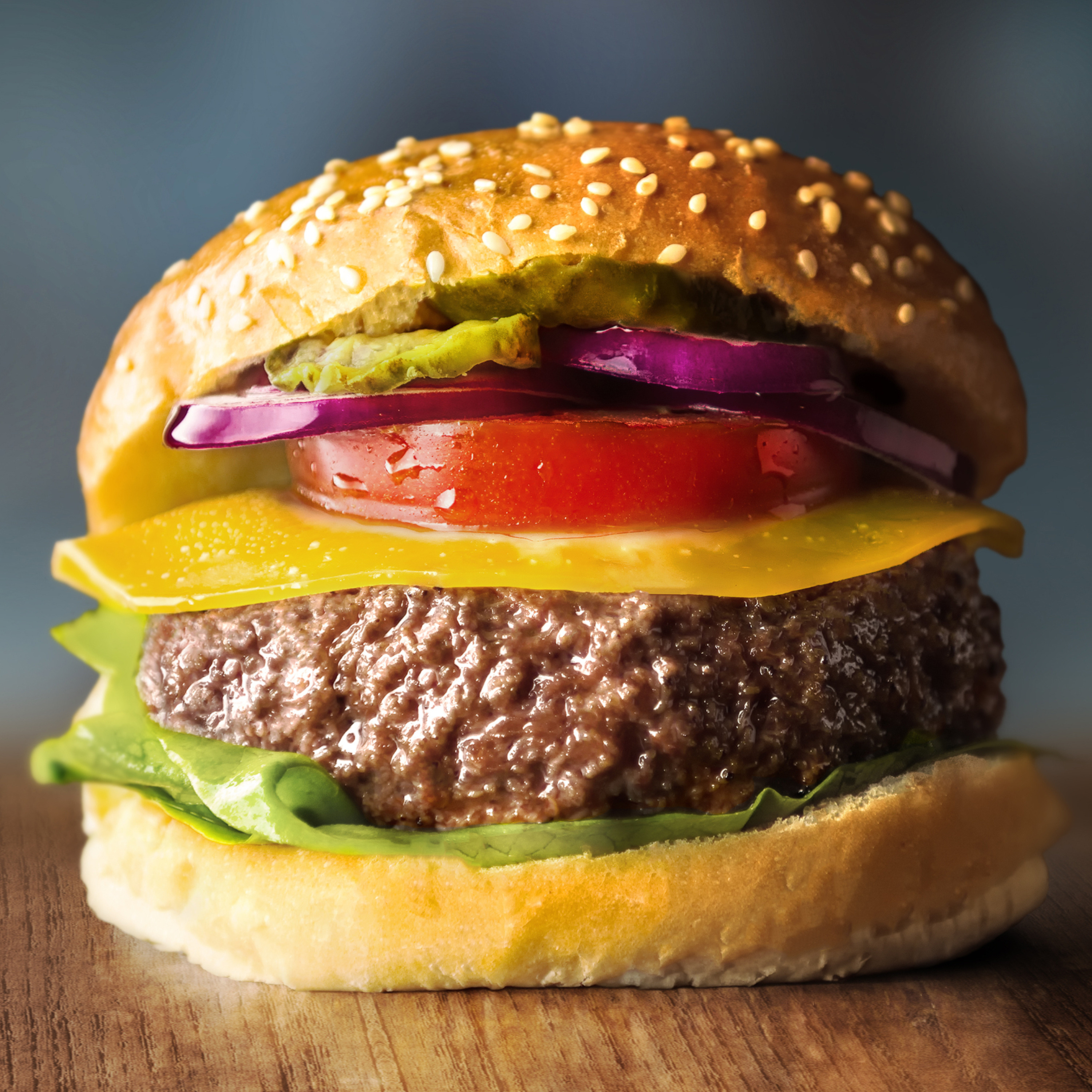
Искусственный гамбургер, 2013
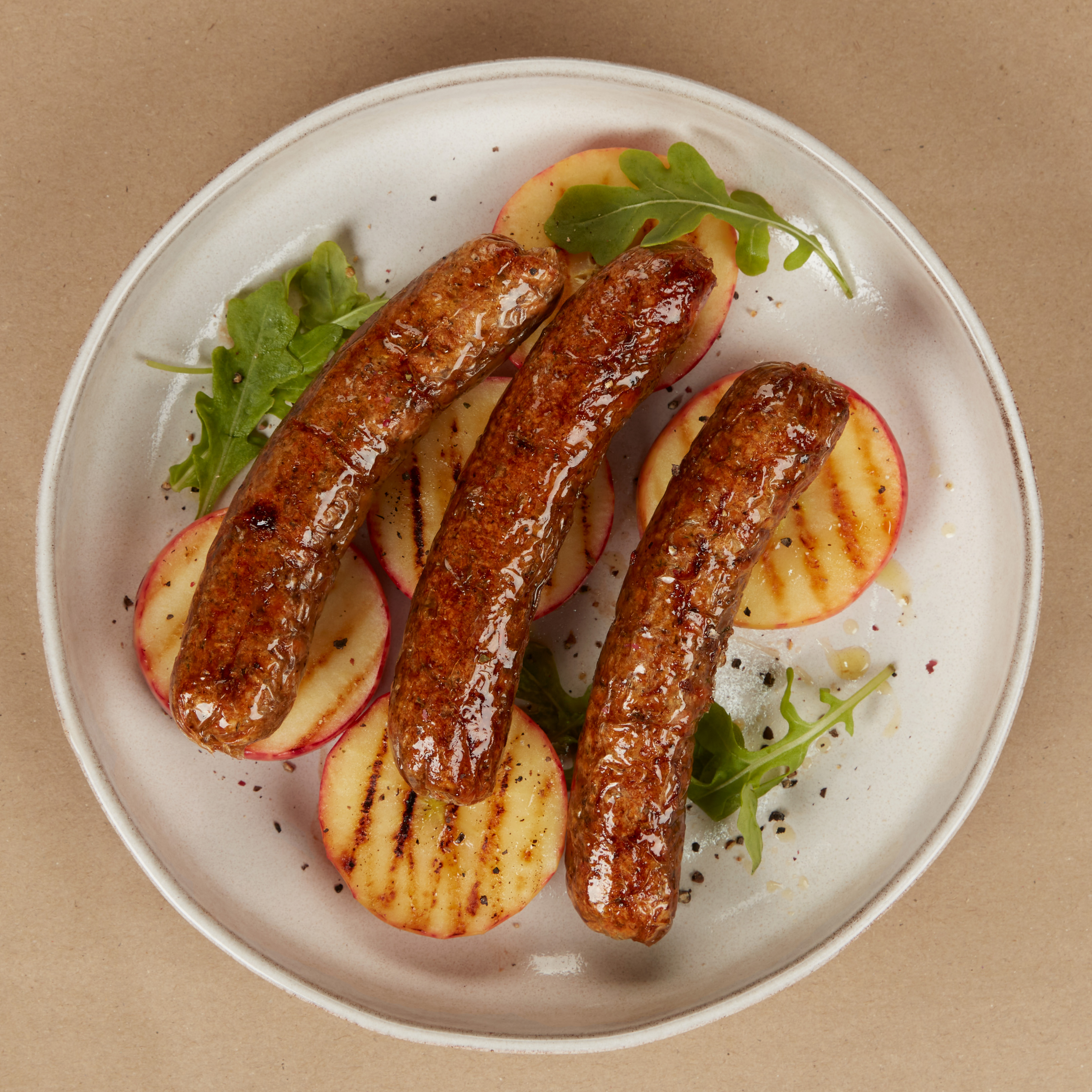
Искусственные колбаски, 2023
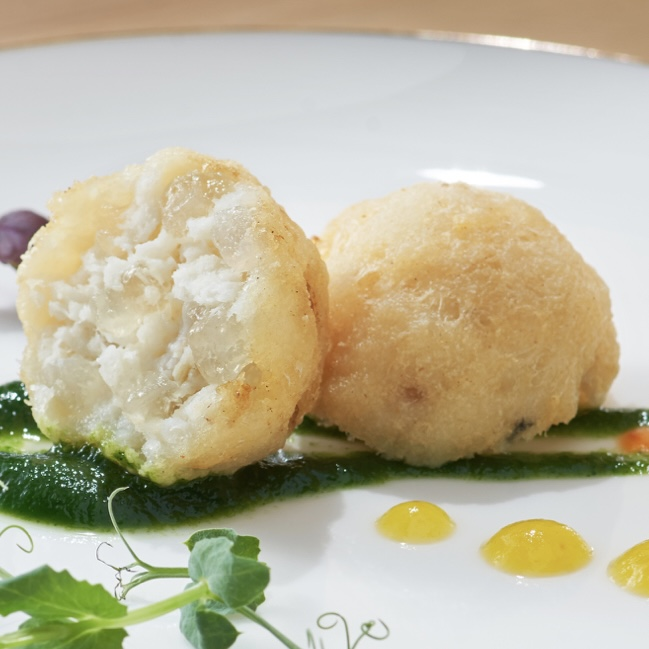
Искусственный плавательный пузырь, 2019
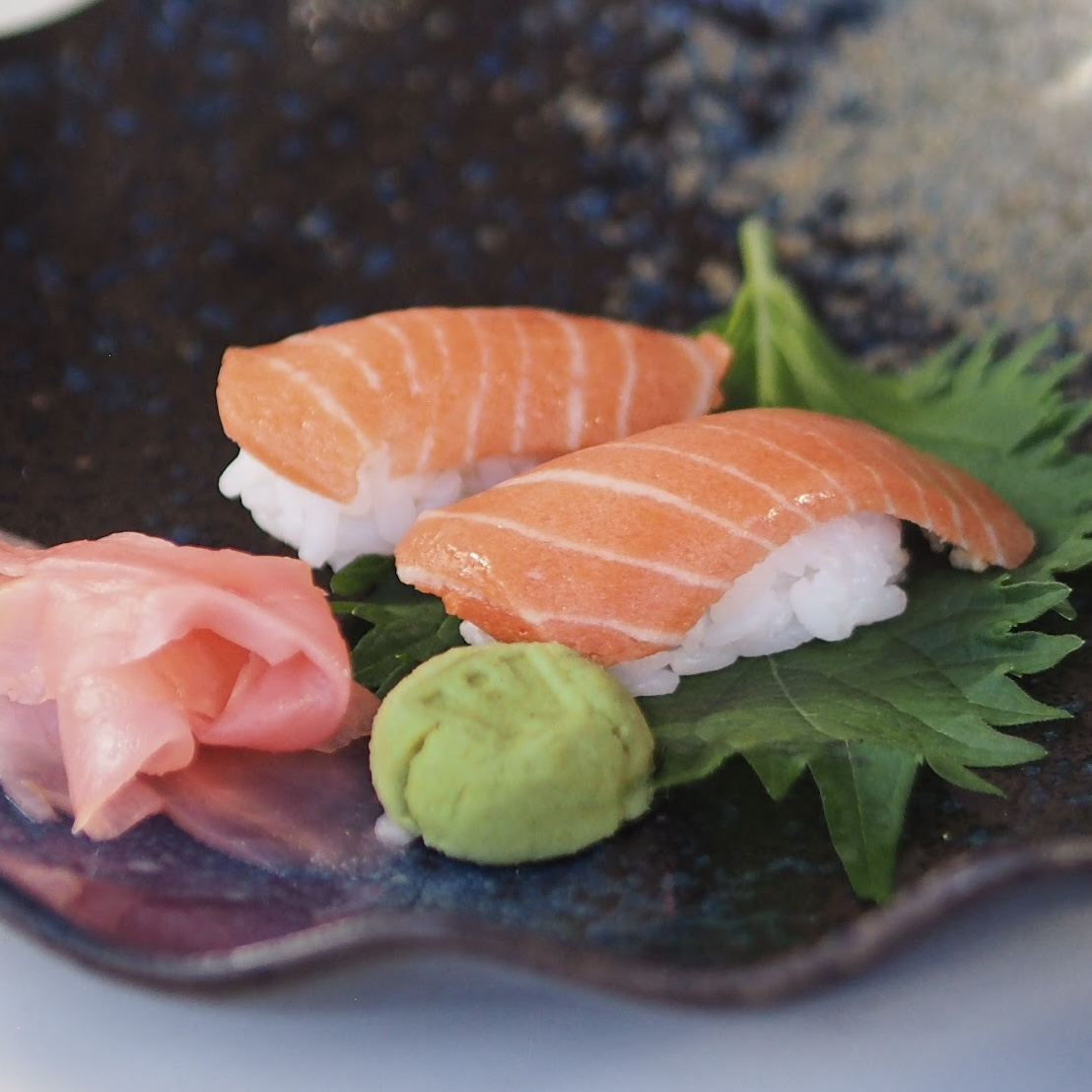
Искусственный лосось на суши, 2020
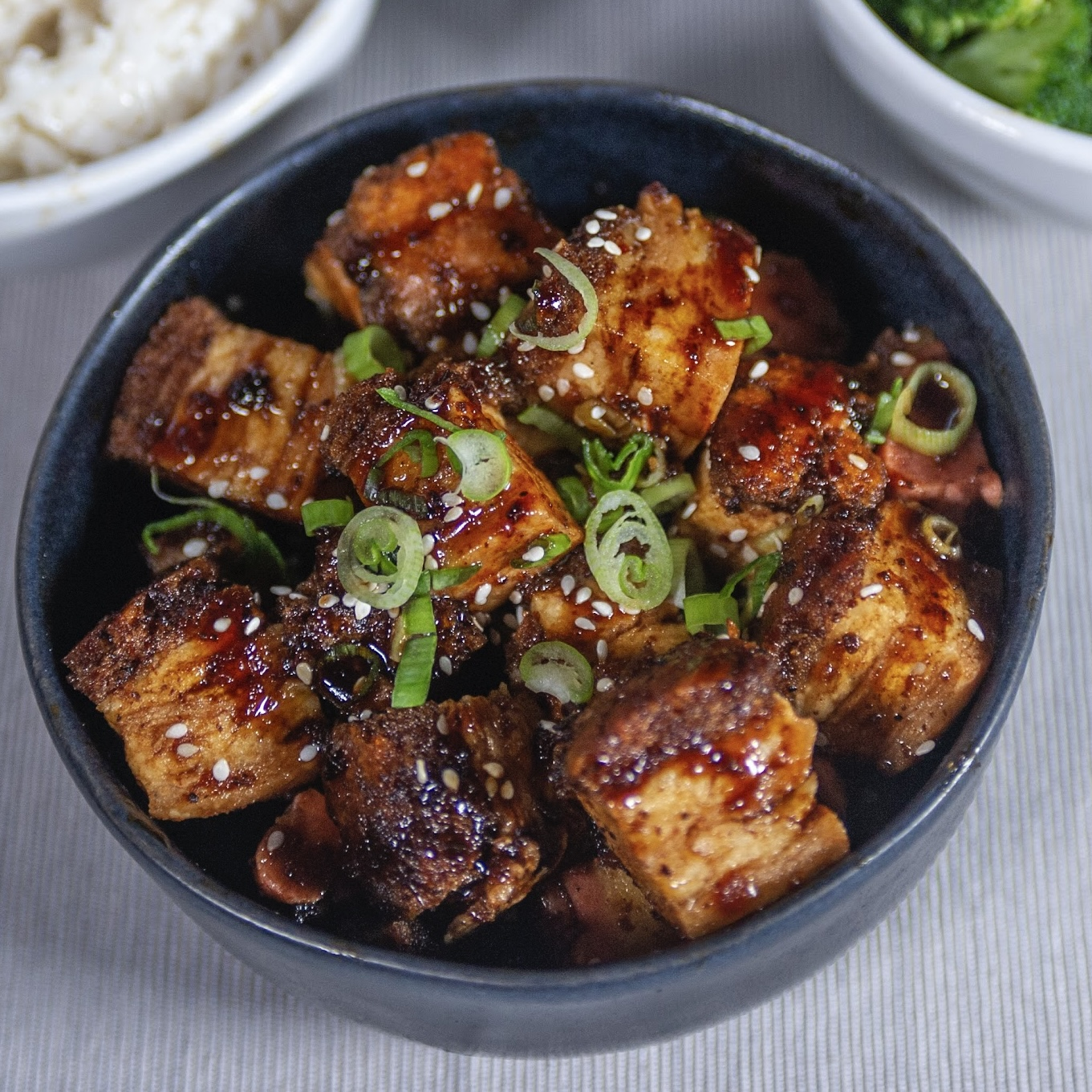
Искусственная свинина, 2020
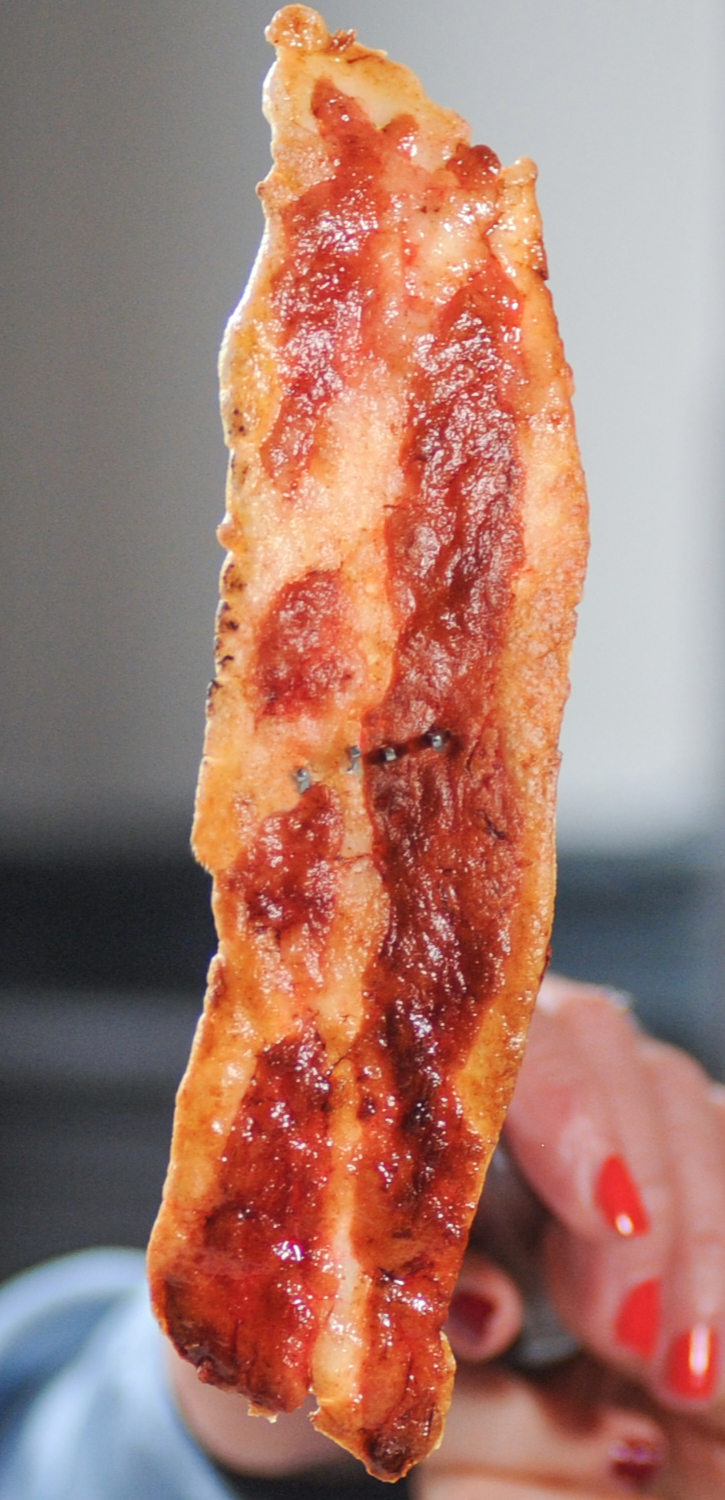
Искусственный бекон, 2020

### Патенты
- Patent WO9931222 Производство мяса в индустриальных масштабах из клеток культур в пробирке (англ.)
- Patent 20060029922 Индустриальное производство мяса

### Журнальные статьи
- P.D. Edelman, D.C. McFarland, V.A. Mironov, and J.G. Matheny. «Commentary: In vitro-cultured meat production» (англ.) // Tissue Engineering. May/June 2005, 11(5-6): 659—662. doi:10.1089/ten.2005.11.659 — П. Эдельман и др. Комментарии: производство мяса в пробирке
- Технические заметки по производству мяса в пробирке (англ.)